# Banco Sabadell
Pour les articles homonymes, voir Sabadell (homonymie).
Cet article concerne la banque. Pour la ville, voir Sabadell.
Banc Sabadell (en catalan), Banco Sabadell (en espagnol), est le cinquième groupe bancaire à capital privé espagnol. Il est composé de plusieurs banques, marques, sociétés filiales, et de sociétés dont il détient des parts et qui englobent tous les domaines de la finance. Se consacrant à la banque commerciale, il a considérablement pénétré le marché des entreprises et des particuliers à revenu moyen et élevé. Il dispose d'un réseau de 1 387 agences, dans lesquelles travaillent quelque 10 699 employés. Il est coté à la Bourse de Madrid et fait partie de l'indice Ibex 35.

## Histoire
Banc Sabadell est créée à Sabadell, dans la province de Barcelone, le 31 décembre 1881.
Son expansion géographique débute en 1965. En 1978 : elle crée sa première agence à l'international à Londres. Sabadell Banca Privada est créée en 1988.
Banc Sabadell Paris est installé en France depuis 1987, en veillant d'orienter son activité vers la gestion des relations commerciales entre la France et l’Espagne.
En 1996, Sabadell acquiert NatWest Espagne. En 2000, elle acquiert Banco Herrero. Elle commence sa cotation en bourse en 2001.
En 2004, Sabadell acquiert Banco Atlántico, la même année elle entre dans l'indice Ibex 35. En 2006, Sabadell acquiert Banco Urquijo, puis en 2007, elle acquiert TransAtlantic Bank de Miami.
En 2008, elle choisit le groupe Zurich, comme nouvel associé en bancassurances. En 2009, elle acquiert Mellon United National Bank (Miami) pour former l'année suivante Sabadell United Bank. la même année, Banco Sabadell ouvre une succursale à Casablanca pour accompagner les investissements espagnols au Maroc. Toujours en 2010, Sabadell acuiert Banco Guipuzcoano puis en 2011, elle acquiert Lydian Private Bank (Miami). Enfin en 2011, Banco Sabadell est choisie comme banque adjudicataire de Caja de Ahorros del Mediterráneo (CAM).
En 2012, Banc Sabadell annonce l'acquisition des activités en Aragon et en Catalogne de Banco Mare Nostrum pour 350 millions d'€.
En mars 2015, Banc Sabadell annonce l'acquisition de la banque britannique TSB, filiale du géant Lloyds Banking Group ayant 631 boutiques, pour 2,6 milliards d'euros. L'achat fut conclu en juillet 2015.
En octobre 2017, à la suite du référendum sur l'indépendance de la Catalogne, la banque décide de déménager son siège social de Barcelone à Alicante.
En septembre 2021, le groupe bancaire annonce la fermeture de 500 de ses 1600 bureaux en Espagne. 1900 postes sont supprimés.

## Marques bancaires
- SabadellAtlántico: est la marque de référence du groupe sur le marché espagnol. Présente dans tout le pays, à l'exception des territoires sur lesquels opèrent SabadellGuipuzcoano et Banco Herrero.
- SabadellGuipuzcoano: anciennement Banco Guipuzcoano. C'est la marque dans les régions de Navarre, La Rioja et du Pays basque.
- Banco Herrero: c'est la marque de la banque dans les Asturies et en León. C'est le premier réseau bancaire des Asturies et l'un des plus importants de León.
- SabadellSolbank: c'est la marque du groupe spécialisée sur le marché des particuliers étrangers qui résident en Espagne de manière stable, et des entreprises ayant une activité centrée sur les domaines l'immobilier dédiés au tourisme.
- ActivoBank: marque de référence sur le marché espagnol des banques en ligne.
- Sabadell United Bank: marque de banque commerciale aux États-Unis. C'est le fruit de l'acquisition de Mellon United National Bank et de l'intégration de TransAtlantic Bank.

## Filiales
- Banco Urquijo: banque filiale spécialisée dans la prestation de services de banque privée, appartient à 100 % à Banco Sabadell.
- Banc Sabadell d'Andorra: filiale de la banque en Andorre. Propriété partagée entre Banco de Sabadell (51 %) et des actionnaires locaux (49 %).
- Dexia Sabadell: filiale qui se consacre principalement au financement des administrations locales. Propriété partagée entre Banco Sabadell (40 %) et le Groupe Dexia (60 %).
- BanSabadell Fincom: s'occupe du financement à la consommation des particuliers. Appartient à 100 % à Banco Sabadell.